# Плана (дем Полигирос)
Вижте пояснителната страница за други значения на Плана.
Плана (на гръцки: Πλανά) е село в Егейска Македония, Гърция, част от дем Полигирос в административна област Централна Македония. Според преброяването от 2001 година има 245 жители.

## География
Плана е разположено в южната на Халкидическия полуостров на около 18 километра източно от Полигирос.